# Quattrocento

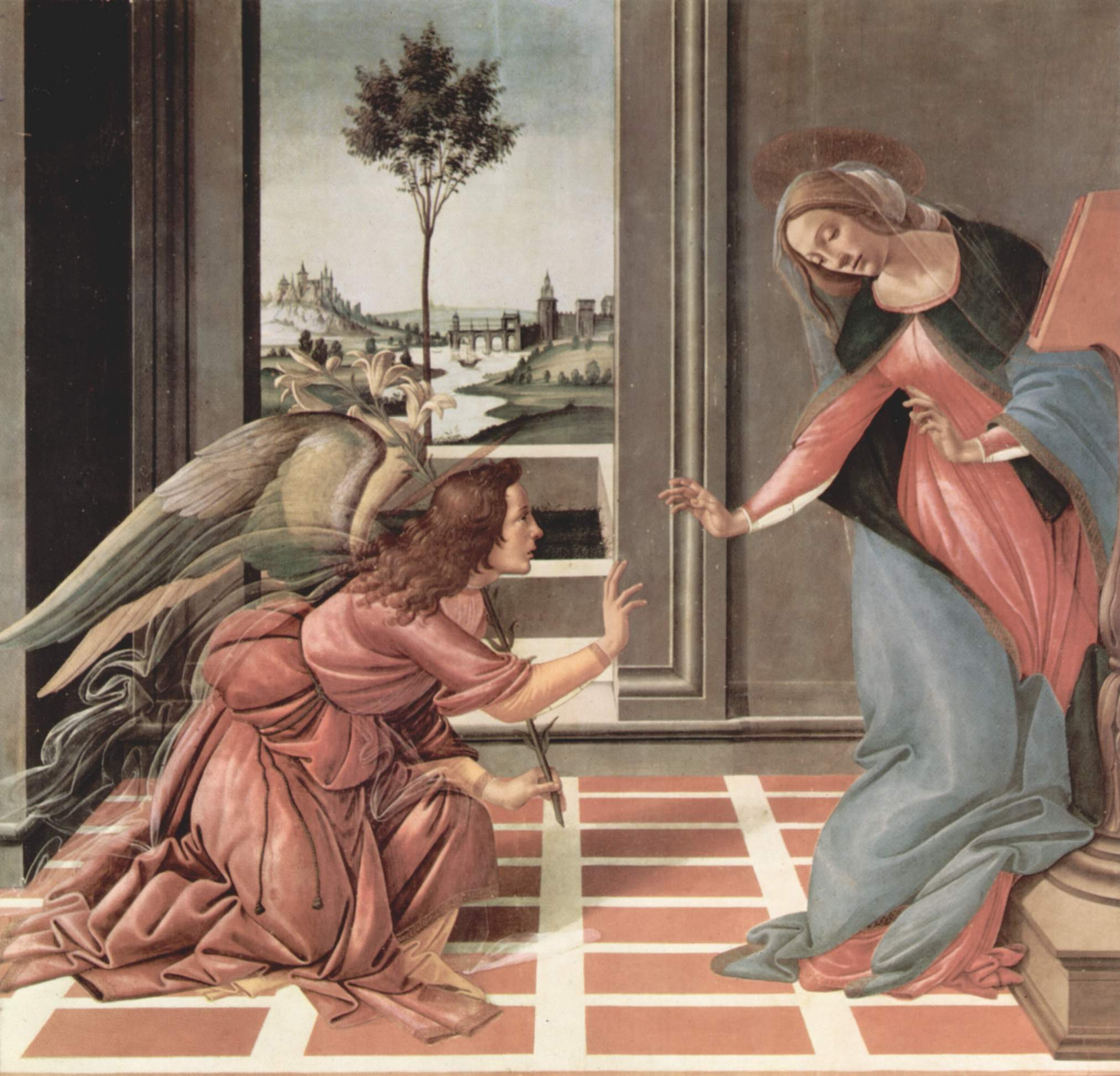
Sandro Botticellis „Verkündigung“ von 1489/1490 gilt als typisches Quattrocento-Gemälde

Unter Quattrocento (italienisch für „vierhundert“, von millequattrocento – 1400) verstehen Historiker und Kunsthistoriker die Zeit der Frührenaissance in Italien. Das Quattrocento entspricht in unserer Zeitangabe dem 15. Jahrhundert.
Im gleichen Sinne werden die Jahrhunderte im Italienischen mit Duecento, Trecento, Quattrocento, Cinquecento, Seicento und fortfahrend bezeichnet.